# Baumkrabbenspinne

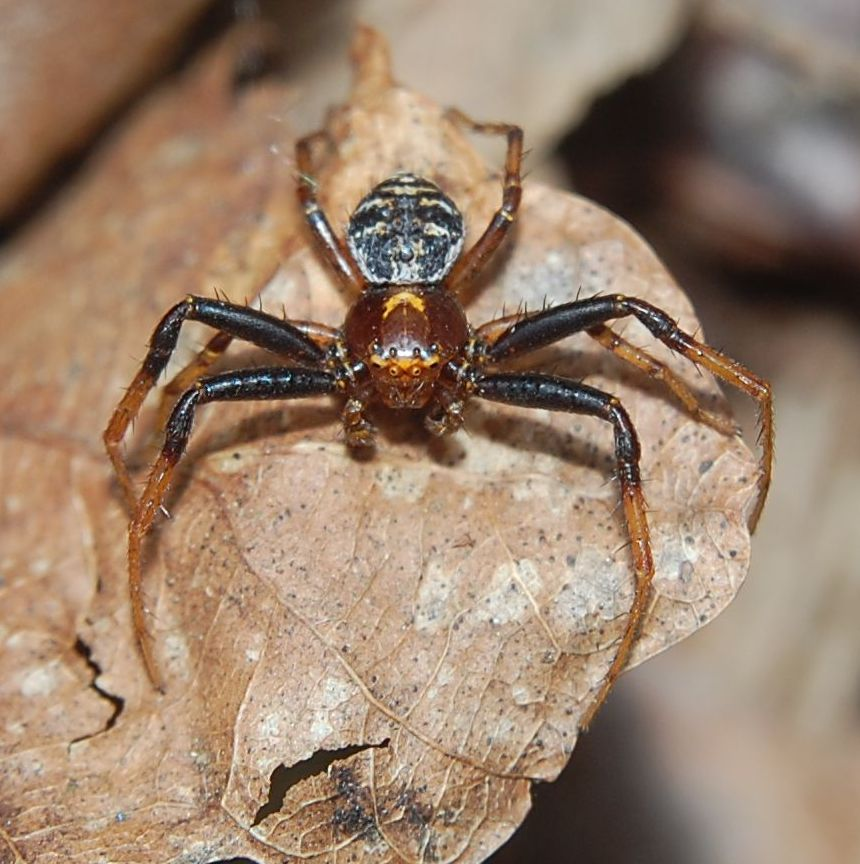
Baumkrabbenspinne (Xysticus lanio), Männchen

Die Baumkrabbenspinne (Xysticus lanio), auch Dunkle Krabbenspinne oder Rötliche Buschkrabbenspinne genannt, ist eine Spinnenart aus der Gattung der Echten Krabbenspinnen (Xysticus) in der Familie der Krabbenspinnen (Thomisidae). Die Art ist in Mitteleuropa weit verbreitet und häufig.

## Merkmale
Die Art zählt zu den mittelgroßen Krabbenspinnen. Männchen haben eine Körperlänge von 4–5 mm, Weibchen erreichen 6–7 mm. Die Art zeigt wie viele Krabbenspinnen einen deutlichen Geschlechtsdimorphismus bezüglich Farbe und Zeichnung.
Der Vorderkörper (Prosoma) des Weibchens ist oberseits seitlich dunkel, in der Mitte befindet sich ein breites, helles Längsband, das einen vorne breiten und nach hinten spitz zulaufenden, also etwa V-förmigen, dunklen Fleck zeigt. Dieser Spitzfleck ist im Gegensatz zu vielen anderen Arten der Gattung Xysticus nur schwach abgesetzt und endet weit vor dem Hinterkörper. Der Hinterkörper (Opisthosoma) ist an den Seiten intensiv rot und zeigt oberseits eine undeutliche, bräunliche Blattzeichnung. Die Beine sind auf hellbeigem Grund dunkel gefleckt.
Männchen sind kontrastreicher gezeichnet und insgesamt dunkler. Bei den vorderen beiden Beinpaaren sind die Femora und etwa die proximale Hälfte der Tibien schwarz, der untere Teil der Vorderbeine sowie die hinteren Beinpaare sind bräunlich. Der Hinterkörper zeigt auf weißlichem Grund eine kräftige, stark unterbrochene, dunkle Blattzeichnung.
In Mitteleuropa sind typische Individuen kaum mit anderen Arten der Gattung verwechselbar.

## Verbreitung und Lebensraum
Die Baumkrabbenspinne besiedelt große Teile der Paläarktis von Irland und Portugal im Westen bis Ostsibirien und Japan im Osten. In Nord-Süd-Richtung reicht die Verbreitung von Skandinavien bis Griechenland und weiter östlich bis in den Iran. Das Verbreitungsgebiet umfasst die gemäßigte bis mediterrane Zone. Die Baumkrabbenspinne kommt in ganz Europa vor.
Die Art bewohnt hier vor allem reiche und etwas feuchte Laubwälder und deren Ränder. Sie hält sich dort meist an Stämmen und in den Baumkronen auf. Geschlechtsreife Tiere werden von Mai bis August gefunden.

## Gefährdung
Die Art ist weit verbreitet und in geeigneten Habitaten häufig. Sie wird in Deutschland in der Roten Liste als „ungefährdet“ eingestuft.